# Technikai-művészi CST-díj
A Technikai-művészi CST-díj (franciául: Prix CST de l’Artiste-Technicien) a cannes-i fesztivál egyik filmművészeti díja, amelyet a francia Kép- és Hangtechnikai Főbizottság (Commission supérieure technique de l'image et du son – CST), a filmes seregszemle technikai partnernek külön zsűrije ítél oda egy, a fesztivál hivatalos válogatásában versenyző nagyjátékfilm elkészítésében kiemelkedő teljesítményt nyújtott „filmtechnikai művésznek”. Ennek megfelelően megkaphatja operatőr, díszlettervező, vágó, hangmérnök, de akár a filmrendező, vagy a film egésze is.
Az 1951-ben alapított elismerés 2000-ig Technikai nagydíj (Grand prix technique) néven került átadásra, 2001-ben és 2002-ben nem osztották ki. 2003-ban Technikai-művészi Vulcain-díj elnevezéssel született újjá. Neve – Vulcain – Vulcanusra, a római mitológia fegyverkovács istenére, a nagyszerű „technikai kiszolgálóra” utalt. 2019-ben változott a díj elnevezése Technikai-művészi CST-díjra.
A díjat odaítélő zsűriben öt filmtechnikai szakember foglal helyet, a zsűritagok választják ki maguk közül az elnököt. A díjazott nevét a cannes-i fesztivál záróünnepségén hozzák nyilvánosságra, a díj átadására viszont pár héttel később, Párizsban, a CST által szervezett nagyszabású estélyen kerül sor.
Az átadásra kerülő trófea egy mozaik, melyet Jean-Luc Godard A megvetés című filmje ihletett és egy olyan filmkamerát ábrázol, melynek vannak hagyományos és digitális kamerára jellemző elemei is.
2021. június 8-án a francia Kép- és Hangtechnikai Főbizottság (Commission supérieure technique de l'image et du son – CST) közleményben adta hírül, hogy - kiegészítve a CST-díjat - egy vadonatúj díjat hozott létre a női technikusok számára: Fiatal filmtechnikus nő CST-díja (Prix de la jeune technicienne de cinema) elnevezéssel, amellyel a CST szeretné ráiránytani a figyelmet a francia filmiparban dolgozó fiatal filmtechnikus nők által végzett minőségi munkára. E díjjal olyan fiatal nőt jutalmaznak évente, aki  vezető beosztásban végzett kiváló munkát valamely, a cannes-i filmfesztivál hivatalos válogatásában, annak bármely szekciójában bemutatott alkotásában. A díjazott nevét a Technikai-művészi CST-díjjal együtt a fesztivál záróeseményén jelentik be, részére a díjat a párizsi különgálán adják át. A díjat első alkalommal 2021-ben ítélték oda.
A magyar filmek közül Technikai nagydíjat kapott 1957-ben Kollányi Ágoston Bölcsők című színes természetfilmje, 1965-ben pedig Banovich Tamás Az életbe táncoltatott leány című filmdrámája, Vadász János Nyitány című animációs filmje. 2016-ban Technikai-művészi Vulcain-díjat vehetett át Zányi Tamás, a Saul fia hangzás-tervezője.

## Díjazottak

### Technikai nagydíj (1951–2000)
| Év   | Magyar cím                   | Eredeti cím                                                                      | Rendező                              | Díjazott                             | Fogl.                        | Megj.                        |
| ---- | ---------------------------- | -------------------------------------------------------------------------------- | ------------------------------------ | ------------------------------------ | ---------------------------- | ---------------------------- |
| 1951 | Hoffmann meséi               | The Tales of Hoffman                                                             | Michael Powell, Emeric Pressburger   | Michael Powell, Emeric Pressburger   | filmrendező                  |                              |
| 1951 | –––                          | Carnet de plongées                                                               | Jacques-Yves Cousteau                | Jacques-Yves Cousteau                | filmrendező                  |                              |
| 1952 | –––                          | Amar Bhoopali                                                                    | Rajaram Vankudre Shantaram           | Rajaram Vankudre Shantaram           | filmrendező                  |                              |
| 1953 | –––                          | Magia verde                                                                      | Gian Gaspare Napolitano              | Gian Gaspare Napolitano              | filmrendező                  | (megosztva)                  |
| 1953 | –––                          | La montagna di cenere                                                            | Giovanni Paolucci                    | Giovanni Paolucci                    | filmrendező                  | (megosztva)                  |
| 1953 | –––                          | Pescatori di laguna                                                              | Antonio Petrucci                     | Antonio Petrucci                     | filmrendező                  | (megosztva)                  |
| 1953 | –––                          | Water Birds                                                                      | Ben Sharpsteen                       | Ben Sharpsteen                       | filmrendező                  |                              |
| 1954 | A nagy kaland                | Det stora äventyret                                                              | Arne Sucksdorff                      | Arne Sucksdorff                      | filmrendező                  |                              |
| 1954 | Szkander bég                 | Velikiy voin Albanii Skanderbeg                                                  | Szergej Ioszifovics Jutkevics        | Szergej Ioszifovics Jutkevics        | filmrendező                  |                              |
| 1954 | –––                          | Nouveaux horizons                                                                | Marcel Ichac                         | Marcel Ichac                         | filmrendező                  | [ 5 ]                        |
| 1954 | –––                          | Toot Whistle Flunk and Boom                                                      | Ward Kimball és Charles A. Nichols   | Ward Kimball és Charles A. Nichols   | filmrendező                  |                              |
| 1955 | A díj nem került kiosztásra. | A díj nem került kiosztásra.                                                     | A díj nem került kiosztásra.         | A díj nem került kiosztásra.         | A díj nem került kiosztásra. | A díj nem került kiosztásra. |
| 1956 | –––                          | Sob o Céu da Bahia                                                               | Ernesto Remani                       | Ernesto Remani                       | filmrendező                  |                              |
| 1956 | –––                          | Tovariscs uhodit v more (Товарищ уходит в море)                                  | Albert Alekszandrovics Gendelstein   | Albert Alekszandrovics Gendelstein   | filmrendező                  |                              |
| 1956 | –––                          | Crne vode                                                                        | Rudolf Sremec                        | Rudolf Sremec                        | filmrendező                  |                              |
| 1957 | –––                          | The Bachelor Party                                                               | Delbert Mann                         | Delbert Mann                         | filmrendező                  |                              |
| 1957 | Bölcsők                      | Bölcsők                                                                          | Kollányi Ágoston                     | Kollányi Ágoston                     | filmrendező                  |                              |
| 1957 | A világ emlékezete           | Toute la mémoire du monde                                                        | Alain Resnais                        |                                      | filmrendező                  |                              |
| 1957 | –––                          | Wiesensommer                                                                     | Heinz Sielmann                       |                                      | filmrendező                  |                              |
| 1958 | Dzsungeltörténet             | En djungelsaga                                                                   | Arne Sucksdorff                      | Arne Sucksdorff                      | filmrendező                  |                              |
| 1958 | Szállnak a darvak            | Letyat zsuravli (Летят журавли)                                                  | Mihail Kalatozov                     | Mihail Kalatozov                     | filmrendező                  |                              |
| 1958 | Nagybácsim                   | Mon oncle                                                                        | Jacques Tati                         | Jacques Tati                         | filmrendező                  |                              |
| 1959 | –––                          | Araya                                                                            | Margot Benacerraf                    | Margot Benacerraf                    | filmrendező                  |                              |
| 1959 | –––                          | Luna de miel                                                                     | Michael Powell                       | Michael Powell                       | filmrendező                  |                              |
| 1959 | Szentivánéji álom            | Sen noci svatojánské                                                             | Jiří Trnka                           | Jiří Trnka                           | filmrendező                  |                              |
| 1960 | –––                          | Paw                                                                              | Astrid Henning-Jensen                | Astrid Henning-Jensen                | filmrendező                  |                              |
| 1961 | A díj nem került kiosztásra. | A díj nem került kiosztásra.                                                     | A díj nem került kiosztásra.         | A díj nem került kiosztásra.         | A díj nem került kiosztásra. | A díj nem került kiosztásra. |
| 1962 | Elektra                      | Electra                                                                          | Mihálisz Kakojánisz                  | Mihálisz Kakojánisz                  | filmrendező                  |                              |
| 1962 | Terueli szerelmesek          | Les amants de Teruel                                                             | Raymond Rouleau                      | Raymond Rouleau                      | filmrendező                  |                              |
| 1962 | –––                          | Jang Kuj Fej (Yang Gui Fei)                                                      | Li Han-hsziang (李翰祥, Li Hanxiang) | Li Han-hsziang (李翰祥, Li Hanxiang) | filmrendező                  |                              |
| 1962 | –––                          | Les dieux du feu                                                                 | Henri Storck                         | Henri Storck                         | filmrendező                  |                              |
| 1962 | –––                          | Oczekiwanie                                                                      | Witold Giersz és Ludwik Perski       | Witold Giersz és Ludwik Perski       | filmrendező                  |                              |
| 1963 | Amikor jön a macska          | Az prijde kocour                                                                 | Vojtech Jasny                        | Vojtech Jasny                        | filmrendező                  |                              |
| 1963 | Codine                       | Codine                                                                           | Henri Colpi                          | Henri Colpi                          | filmrendező                  |                              |
| 1963 | –––                          | Zeilen                                                                           | Hattum Hoving                        | Hattum Hoving                        | filmrendező                  |                              |
| 1964 | A díj nem került kiosztásra. | A díj nem került kiosztásra.                                                     | A díj nem került kiosztásra.         | A díj nem került kiosztásra.         | A díj nem került kiosztásra. | A díj nem került kiosztásra. |
| 1965 | Az életbe táncoltatott leány | Az életbe táncoltatott leány                                                     | Banovich Tamás                       | Banovich Tamás                       | filmrendező                  |                              |
| 1965 | A szárnyas Fifi              | Fifi la plume                                                                    | Albert Lamorisse                     | Albert Lamorisse                     | filmrendező                  |                              |
| 1965 | –––                          | Pan je csi csiao (Ban ye ji jiao)                                                | Lej Jeou (Lei Yeou)                  | Lej Jeou (Lei Yeou)                  | filmrendező                  |                              |
| 1965 | Nyitány                      | Nyitány                                                                          | Vadász János                         | Vadász János                         | filmrendező                  |                              |
| 1966 | Falstaff                     | Campanadas a medianoche                                                          | Orson Welles                         | Orson Welles                         | filmrendező                  |                              |
| 1966 | Egy férfi és egy nő          | Un homme et une femme                                                            | Claude Lelouch                       | Claude Lelouch                       | filmrendező                  |                              |
| 1966 | –––                          | Skaterdater                                                                      | Noël Black                           | Noël Black                           | filmrendező                  |                              |
| 1967 | –––                          | Skies over Holland                                                               | John Ferno Fernhout                  | John Ferno Fernhout                  | filmrendező                  |                              |
| 1968 | A díj nem került kiosztásra. | A díj nem került kiosztásra.                                                     | A díj nem került kiosztásra.         | A díj nem került kiosztásra.         | A díj nem került kiosztásra. | A díj nem került kiosztásra. |
| 1969 | A díj nem került kiosztásra. | A díj nem került kiosztásra.                                                     | A díj nem került kiosztásra.         | A díj nem került kiosztásra.         | A díj nem került kiosztásra. | A díj nem került kiosztásra. |
| 1970 | –––                          | Le territoire des autres                                                         | François Bel és Michel Fano          | François Bel és Michel Fano          | filmrendező                  |                              |
| 1971 | –––                          | The Hellstrom Chronicle                                                          | Walon Green és Ed Spiegel            | Walon Green és Ed Spiegel            | filmrendező                  |                              |
| 1972 | Fellini-Róma                 | Roma                                                                             | Federico Fellini                     | Federico Fellini                     | filmrendező                  |                              |
| 1972 | –––                          | Zikkaron                                                                         | Laurent Coderre                      | Laurent Coderre                      | filmrendező                  |                              |
| 1973 | Suttogások és sikolyok       | Viskningar och rop                                                               | Ingmar Bergman                       | Ingmar Bergman                       | filmrendező                  |                              |
| 1974 | Gustav Mahler utolsó napjai  | Mahler                                                                           | Ken Russell                          | Ken Russell                          | filmrendező                  |                              |
| 1975 | –––                          | Hszia nü (俠女, Xia nü)                                                          | King Hu                              | King Hu                              | filmrendező                  |                              |
| 1975 | –––                          | Don't                                                                            | Robin Lehman                         | Robin Lehman                         | filmrendező                  |                              |
| 1976 | –––                          | La griffe et la dent                                                             | Gérard Vienne és François Bel        | Michel Fano                          | zeneszerző                   |                              |
| 1977 | Retkes verdák rémei          | Car Wash                                                                         | Michael Schultz                      | Michael Schultz                      | filmrendező                  |                              |
| 1978 | Csinos kislány               | Pretty Baby                                                                      | Louis Malle                          | Louis Malle                          | filmrendező                  |                              |
| 1979 | Norma Rae                    | Norma Rae                                                                        | Martin Ritt                          | Martin Ritt                          | filmrendező                  |                              |
| 1980 | –––                          | Le risque de vivre                                                               | Gérald Calderon                      | Gérald Calderon                      | filmrendező                  |                              |
| 1981 | Egyesek és mások             | Les Uns et les autres                                                            | Claude Lelouch                       | Claude Lelouch                       | filmrendező                  |                              |
| 1982 | Passiójáték                  | Passion                                                                          | Jean-Luc Godard                      | Raoul Coutard                        | operatőr                     |                              |
| 1983 | Carmen                       | Carmen                                                                           | Carlos Saura                         | Carlos Saura                         | filmrendező                  |                              |
| 1984 | A bűn lélektana              | Forbrydelsens element                                                            | Lars von Trier                       | Lars von Trier                       | filmrendező                  |                              |
| 1985 | A színésznő és a relativitás | Insignificance                                                                   | Nicolas Roeg                         | Nicolas Roeg                         | filmrendező                  |                              |
| 1986 | A misszió                    | The Mission                                                                      | Roland Joffé                         | Roland Joffé                         | filmrendező                  |                              |
| 1987 | –––                          | Le cinéma dans les yeux                                                          | Gilles Jacob és Laurent Jacob        | Gilles Jacob és Laurent Jacob        | filmrendező                  |                              |
| 1988 | Bird – Charlie Parker élete  | Bird                                                                             | Clint Eastwood                       | Clint Eastwood                       |                              | [ 6 ]                        |
| 1989 | Fekete eső                   | Kuroi ame                                                                        | Imamura Sóhei                        | Imamura Sóhei                        |                              |                              |
| 1990 | Cyrano de Bergerac           | Cyrano de Bergerac                                                               | Jean-Paul Rappeneau                  | Pierre Lhomme                        | operatőr                     |                              |
| 1991 | Európa                       | Europa                                                                           | Lars von Trier                       | Lars von Trier                       | filmrendező                  |                              |
| 1992 | Utazás az időben             | El viaje                                                                         | Fernando Solanas                     | Fernando Solanas                     | filmrendező                  |                              |
| 1993 | Mazeppa                      | Mazeppa                                                                          | Bartabas                             | Jean Gargonne és Vincent Arnadi      | hangmérnök                   | [ 7 ]                        |
| 1994 | Segítség, csaló!             | Grosse fatigue                                                                   | Michel Blanc                         | Pitof                                | hangeffektus- igazgató       |                              |
| 1995 | A sanghaji maffia            | Jao a jao jao tao vajpo csiao (摇啊摇，摇到外婆桥, Yao a yao yao dao waipo qiao) | Csang Ji-mou (張藝謀, Zhang Yimou)   | Olivier Chiavassa                    | laboratoriumi igazgató       | [ 8 ]                        |
| 1995 | A sanghaji maffia            | Jao a jao jao tao vajpo csiao (摇啊摇，摇到外婆桥, Yao a yao yao dao waipo qiao) | Csang Ji-mou (張藝謀, Zhang Yimou)   | Bruno Patin                          | műszerbeállító               | [ 8 ]                        |
| 1996 | Mikrokozmosz – Füvek népe    | Microcosmos : Le Peuple de l'herbe                                               | Marie Pérennou és Claude Nuridsany   | A film technikai csapata             | A film technikai csapata     | [ 9 ]                        |
| 1997 | Életem szerelme              | She's So Lovely                                                                  | Nick Cassavetes                      | Thierry Arbogast                     | operatőr                     |                              |
| 1997 | Az ötödik elem               | The Fifth Element                                                                | Luc Besson                           | Luc Besson                           | filmrendező                  |                              |
| 1998 | Tangó                        | Tango                                                                            | Carlos Saura                         | Vittorio Storaro                     | operatőr                     |                              |
| 1999 | A császár és a gyilkos       | Csing Ko ce csin vang (荆轲刺秦王, Jing Ke ci qin wang)                          | Chén Kǎigē (Csen Kaj-ko)             | Tu Csühua (Tu Juhua)                 | díszlettervező               |                              |
| 2000 | Szerelemre hangolva          | Fa jang nin va (花樣年華, Fa yeung nin wa)                                       | Vóng Ká-vaj (王家衛, Wong Kar-wai)   | Vóng Ká-vaj (王家衛, Wong Kar-wai)   | filmrendező                  | [ 11 ]                       |
| 2001 | A díj nem került kiosztásra. | A díj nem került kiosztásra.                                                     | A díj nem került kiosztásra.         | A díj nem került kiosztásra.         | A díj nem került kiosztásra. | A díj nem került kiosztásra. |
| 2002 | A díj nem került kiosztásra. | A díj nem került kiosztásra.                                                     | A díj nem került kiosztásra.         | A díj nem került kiosztásra.         | A díj nem került kiosztásra. | A díj nem került kiosztásra. |

### Technikai-művészi Vulcain-díj (2003–2018)
| Év   | Díjazott                             | Foglalkozása                 | Magyar cím                     | Eredeti cím                  | Rendező                               | Megj.    |
| ---- | ------------------------------------ | ---------------------------- | ------------------------------ | ---------------------------- | ------------------------------------- | -------- |
| 2003 | Tom Stern                            | operatőr                     | Titokzatos folyó               | Mystic River                 | Clint Eastwood                        |          |
| 2004 | Éric Gautier                         | operatőr                     | Tiszta                         | Clean                        | Olivier Assayas                       |          |
| 2004 | Éric Gautier                         | operatőr                     | Che Guevara: A motoros naplója | Diarios de motocicleta       | Walter Salles                         |          |
| 2005 | Leslie Shatz                         | hangmérnök                   | Az utolsó napok                | Last Days                    | Gus Van Sant                          |          |
| 2005 | Robert Rodríguez                     | rendező, operatőr            | Sin City – A bűn városa        | Sin City                     | Robert Rodríguez                      |          |
| 2006 | Stephen Mirrione                     | vágó                         | Bábel                          | Babel                        | Alejandro González Iñárritu           |          |
| 2007 | Janusz Kamiński                      | operatőr                     | Szkafander és pillangó         | Le scaphandre et le papillon | Julian Schnabel                       |          |
| 2008 | Luca Bigazzi Angelo Raguseo          | operatőr hangmérnök          | Il Divo – A megfoghatatlan     | Il Divo                      | Paolo Sorrentino                      |          |
| 2009 | Aitor Berengue                       | hangmérnök                   | Tokiói légyottok               | Map of the Sounds of Tokyo   | Isabel Coixet                         |          |
| 2010 | Leslie Shatz                         | hangmérnök                   | Biutiful                       | Biutiful                     | Alejandro González Iñárritu           |          |
| 2011 | José Luis Alcaine                    | operatőr                     | A bőr, amelyben élek           | La piel que habito           | Pedro Almodóvar                       |          |
| 2012 | Charlotte Bruss Christensen          | operatőr                     | A vadászat                     | Jagten                       | Thomas Vinterberg                     |          |
| 2013 | Antoine Héberlé                      | operatőr                     | Grigris                        | Grigris                      | Mahamat-Saleh Haroun                  |          |
| 2014 | Dick Pope                            | operatőr                     | Mr. Turner                     | Mr. Turner                   | Mike Leigh                            |          |
| 2014 | Emile Ghigo                          | díszlettervező               | A keresés                      | The Search                   | Michel Hazanavicius                   | dicséret |
| 2015 | Zányi Tamás                          | hangmérnök                   | Saul fia                       | Saul fia                     | Nemes Jeles László                    |          |
| 2016 | Rju Szonkhie (류성희, Ryu Seong-hie) | látványtervező               | A szobalány                    | Agasszi (아가씨, Ah-ga-ssi)  | Pak Cshanuk (박찬욱, Park Chan-wook)  |          |
| 2017 | Josefin Åsberg                       | látványtervező               | A négyzet                      | The Square                   | Ruben Östlund                         |          |
| 2018 | Sin Dzsunhi (신준희, Shin Joom-hee)  | látványtervező, art director | Gyújtogatók                    | Boning (버닝, Beoning)       | I Cshangdong (이창동, Lee Chang-dong) |          |

### Technikai-művészi CST-díj (2019-től)
| Év   | Díjazott                                         | Foglalkozása                                     | Magyar cím                                       | Eredeti cím                                      | Rendező                                          | Megj.                                            |
| ---- | ------------------------------------------------ | ------------------------------------------------ | ------------------------------------------------ | ------------------------------------------------ | ------------------------------------------------ | ------------------------------------------------ |
| 2019 | Flora Volpeelière Julien Poupard                 | filmvágó operatőr                                | Nyomorultak                                      | Les Misérables                                   | Ladj Ly                                          | [ * 1 ]                                          |
| 2020 | A Covid19-pandémia miatt nem osztottak ki díjat. | A Covid19-pandémia miatt nem osztottak ki díjat. | A Covid19-pandémia miatt nem osztottak ki díjat. | A Covid19-pandémia miatt nem osztottak ki díjat. | A Covid19-pandémia miatt nem osztottak ki díjat. | A Covid19-pandémia miatt nem osztottak ki díjat. |
| 2021 | Vlagyiszlav Opeljan                              | operatőr                                         | –––                                              | Petrovi v grippe (Петровы в гриппе)              | Kirill Szerebrennyikov                           | [ * 2 ]                                          |
| 2022 | A hangtechnikusi csapat                          | hangmérnök                                       | A szomorúság háromszöge                          | Triangle of Sadness                              | Ruben Östlund                                    | [ * 3 ]                                          |
| 2023 | Johnnie Burn                                     | hangmérnök                                       | Érdekvédelmi terület                             | The Zone of Interest                             | Jonathan Glazer                                  | [ * 4 ]                                          |
| 2024 | Daria d’Antonio                                  | operatőr                                         | –––                                              | Parthenope                                       | Paolo Sorrentino                                 | [ * 5 ]                                          |

### Fiatal filmtechnikus nő CST-díja
Kizárólag francia gyártású, a cannes-i fesztivál hivatalos válogatásában bemutatott alkotás vezető technikai munkájának elismeréseként.
| Év   | Díjazott              | Foglalkozása   | Magyar cím                       | Eredeti cím               | Rendező          | Megj.           |
| ---- | --------------------- | -------------- | -------------------------------- | ------------------------- | ---------------- | --------------- |
| 2021 | Armance Durix         | operatőr       | Szerelmem, mon amour             | Mi Iubita, Mon Amour      | Noémie Merlant   | [ * 6 ]         |
| 2022 | Marion Burger         | látványtervező | –––                              | Un petit frère            | Léonor Serraille | [ * 3 ] [ * 7 ] |
| 2023 | Anne-Sophie Delseries | látványtervező | Marguerite – A számok szerelmese | Le théorème de Marguerite | Anna Novion      | [ * 4 ]         |
| 2024 | Evgenia Alexandrova   | operatőr       | –––                              | Les Femmes au balcon      | Noémie Merlant   | [ * 5 ]         |